# 멜버른 트램

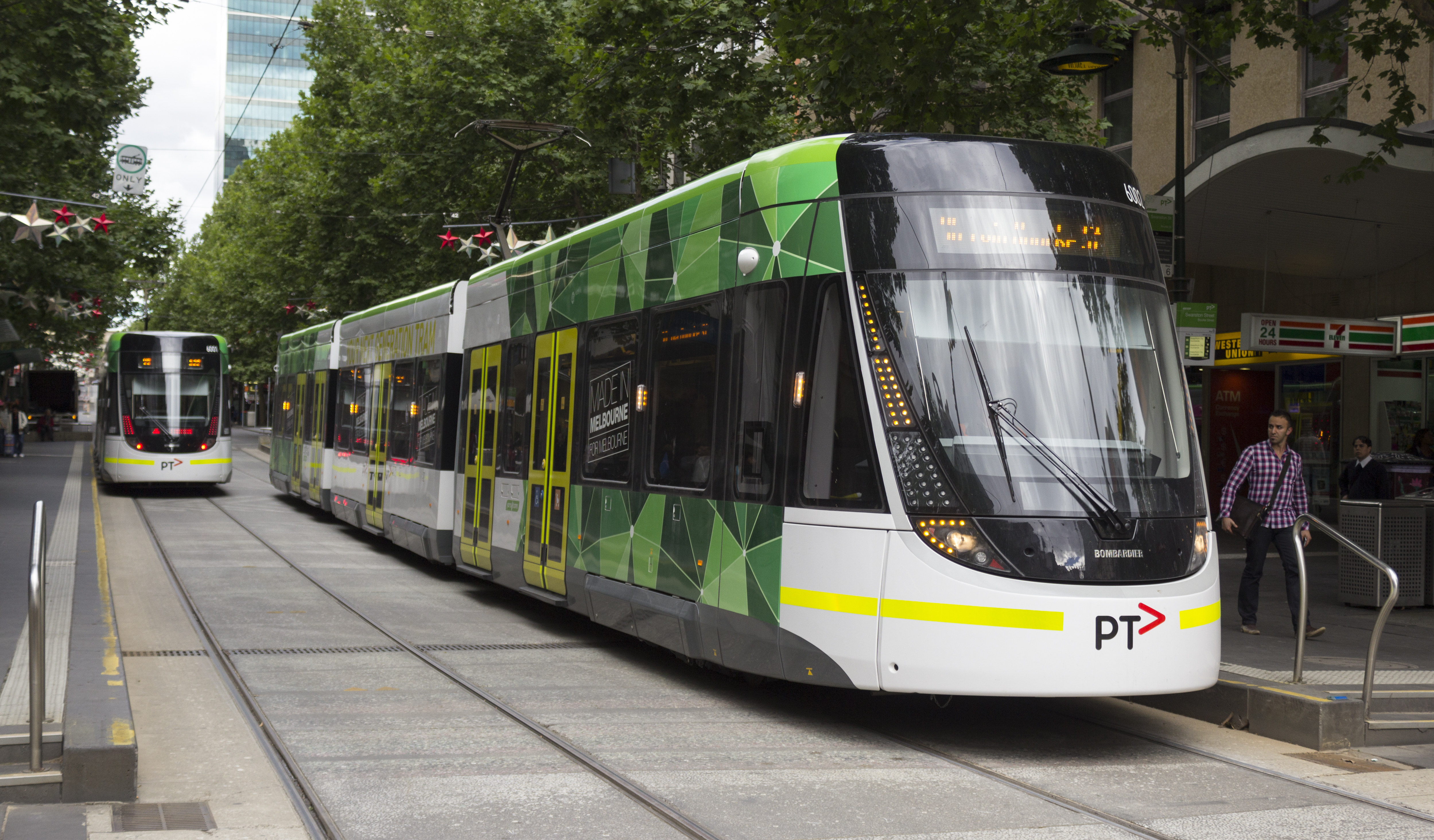
멜버른 트램

멜버른 트램(영어: Melbourne tramway network)은 오스트레일리아 빅토리아주 멜버른에서 운영되는 노면전차 시스템이다. 노선은 멜버른 중심 상업 지구(CBD)를 중심으로 하고 있으며 24개 노선에 걸쳐 약 1,700개의 트램 정류장으로 구성되어 있다. 세계에서 가장 큰 운영 중인 도시 트램 네트워크이자 가장 많이 사용되는 네트워크 중 하나다. 500개가 넘는 차량과 250 킬로미터 (160 마일)의 이중 트램 선로를 갖추고 있다. 트램은 멜버른의 통근 철도망에 이어 두 번째로 많이 이용되는 대중 교통이다.